# ФФБ стадион
ФФБ стадион (енгл. FFB Stadium) је фудбалски стадион у Белмопану у Белизеу. Стадион има капацитет да прими 5.000 гледалаца. То је домаћи стадион фудбалских репрезентација Белиза, а користи га и екипа „Полис Јунајтед” из Премијер лиге Белиза.
Између априла и јула 2014. стадион ФФБ-а је надограђен како би испунио стандарде Конкакаф за одржавање међународних и клупских утакмица. Ове надоградње које су укључивале уградњу 1100 - 1600 лукс светла за стадионе, терен са сертификатом ФИФА са сертификованим трибинама и санитарним чворовима са тимским ормарићима, као и комплетно унапређење постојећих зграда. Ове надоградње су биле могуће захваљујући донацији ФИФА од два милиона долара. Међутим, у августу 2014, Конкакаф је донео одлуку да стадион не испуњава стандарде за домаћине утакмица у Лиги шампиона Конкакафа 2014/15.
За месец март 2019. године, пројектовање и изградња терена са синтетичким травњаком завршени су као ФИФА циљни пројекат. Радови су почели земљаним радовима, изградњом дренаже и подлоге са милиметарским мерењем, системом за наводњавање и постављањем траве последње генерације да би се завршило обележавањем терена и наношењем гранулисаних гумених пунила и песка. Овај пројекат има укупну површину од 8214 м².